# أجنبي (قانون)
الأجنبي (والجمع: أجانب) هو الشخص الذي لا يملك جنسية الدولة التي يقيم بها، ولكي تحافظ الدول على مصالحها العامة فهي تخضع الأجانب لمعاملة خاصة غير معاملة مواطنيها، فمثلاً الأجانب ممنوعون من الحقوق السياسية كحق الانتخاب.

## أصل الكلمة
أجنبي (وأيضاً جانِب وجُنب) في اللغة العربية تعني الغريب، وأجناب (وأجانب) تعني غرباء، ويقال رجُل أجنبي (وأجنب وجُنُب وجَنيب) أي الرجل البعيد منك في القرابة وفي الدار، أو في الغربة. واستُخدمت كلمة أجنبي في الأحاديث والفتاوى الإسلامية لتعني الغريب من غير ذوي القرابة أو ليس محرماً، أما المعاجم المعاصرة الحديثة فتذكر أن أجنبي (وأجانب وأجنبية) تعني من لا يتمتع بجنسية الدولة.

## مصطلح أجنبي في قوانين البلاد العربية
في قوانين الدول العربية الحديثة، تُذكر كلمة أجنبي بشكل صريح وموثق قانونياً كوصف لمن لا يملك جنسية البلاد، ففي القانون العراقي يذكر أن الأجنبي هو من لا يملك جنسية الدولة،  والقانون السعودي يذكر أن الأجنبي هو غير السعودي،  وفي قانون دخول وإقامة الأجانب في مصر يُذكر أن الأجنبي هو من لا يتمتع بجنسية الجمهورية العربية المتحدة، وفي لبنان، يذكر القانون أن الأجنبي هو كل شخص حقيقي من غير التابعية اللبنانية، وفي القانون اليمني، يعرف الأجنبي بأنه كل شخص لا يتمتع بالجنسية اليمنية،  وأما في القانون السوداني فيعتبر الأجنبي أي شخص غير سوداني. 

## الخلط بين أعجمي وأجنبي
يخلط البعض بين معنى أجنبي ويساويها بمعنى كلمة أعجمي، وهما ليسا مرادفين لبعضها، فأعجمي من عجم والتي تعني غير العرب،  وهي الكلمة الضد والخلاف لكلمة عرب،  وقيل أنهم من لم يكونوا من العرب، نطقوا بالعربيّة أو لم ينطقوا مثل الفرس.

## مصطلح مقيم
يُستخدم في قوانين الأحوال والأجانب مصطلح مقيم أحياناً كبديل مختصر لمصطلح «أجنبي مقيم» عندما يكون الأجنبي مسموحاً له بالعيش داخل البلد ضمن قوانين الإقامة. فمثلاً، قانون الأحوال العُماني يعُرف المُقيم بأنه «الأجنبي الذي يرخص له بالإقامة في السلطنة وفقاً لأحكام قانون إقامة الأجانب».